# Gabriel Biel
‎Gabriel Biel, nemški sholastični filozof, teolog, rimskokatoliški duhovnik in pedagog, * 1420, Speyer, † 7. december 1495.
Biel se je sprva izobraževal na Univerzi v Heidelbergu in v Erfurtu. Leta 1477 je postal prvi profesor teologije na novoustanovljeni Univerze v Tübingenu, katere rektor je bil dvakrat.
Velja za zadnjega sholastika.